# Qinshuiacris
Qinshuiacris is een geslacht van rechtvleugeligen uit de familie veldsprinkhanen (Acrididae). De wetenschappelijke naam van dit geslacht is voor het eerst geldig gepubliceerd in 1996 door Zheng & Mao.

## Soorten
Het geslacht Qinshuiacris  is monotypisch en omvat slechts de volgende soort:
- Qinshuiacris viridis (Zheng & Mao, 1996)